# Sinum
Sinum is een geslacht van weekdieren uit de klasse van de Gastropoda (slakken).

## Soorten
- Sinum bifasciatum (Récluz, 1851)
- Sinum concavum (Lamarck, 1822)
- Sinum cymba (Menke, 1828)
- Sinum debile (Gould, 1853)
- Sinum delesserti (Récluz in Chenu, 1843)
- Sinum diauges Kilburn, 1974
- Sinum eximium (Reeve, 1864)
- Sinum grayi (Deshayes, 1843)
- Sinum haliotoideum (Linnaeus, 1758)
- Sinum incisum (Reeve, 1864)
- Sinum infirmum Marwick, 1924 †
- Sinum japonicum (Lischke, 1872)
- Sinum javanicum (Gray, 1834)
- Sinum keratium Dall, 1919
- Sinum laevigatum (Lamarck, 1822)
- Sinum maculatum (Say, 1831)
- Sinum marwicki Laws, 1930 †
- Sinum minus (Dall, 1889)
- Sinum neritoideum (Linnaeus, 1758)
- Sinum noyesii Dall, 1903
- Sinum perspectivum (Say, 1831)
- Sinum planulatum (Récluz, 1843)
- Sinum quasimodoides Kilburn, 1976
- Sinum sanctijohannis (Pilsbry & Lowe, 1932)
- Sinum scopulosum (Conrad, 1849)
- Sinum vittatum Zhang, 2008
- Sinum zonale (Quoy & Gaimard, 1832)